# Ціна виконання опціону
Для опціону, ціна виконання (або Страйк) є ключовим параметром для контрактів з цінними паперами між двома контрагентами.
Угода передбачає постачання основного активу за наперед встановлену ціну — ціну виконання — не залежно від того яка ціна цього активу зараз на ринку (ціна спот).
Означення: Ціна виконання — це наперед фіксована ціна основного активу чи товару, за якою власник опціону може купити (у випадку кол опціону) або продати (у випадку пут опціону) даний актив. Це ціна, за якою може бути продано або куплено актив коли опціон погашається.
Наприклад, травневий 50 IBM кол опціон має ціну виконання 50 доларів. Коли опціон гасять власник такого (кол) опціону купує 100 акцій IBM за ціною 50 доларів кожна.